# نعنا ۱۰۷۸
سیارک ۱۰۷۸ (به انگلیسی: 1078 Mentha، نامگذاری:1926XB) هزار و هفتاد و هشتمین سیارک کشف شده‌است که در ۷ دسامبر ۱۹۲۶ و در هایدلبرگ کشف شد.
قدر مطلق سیارک برابر ۱۱٫۸۰ است.